# كوفيد أورجانكس

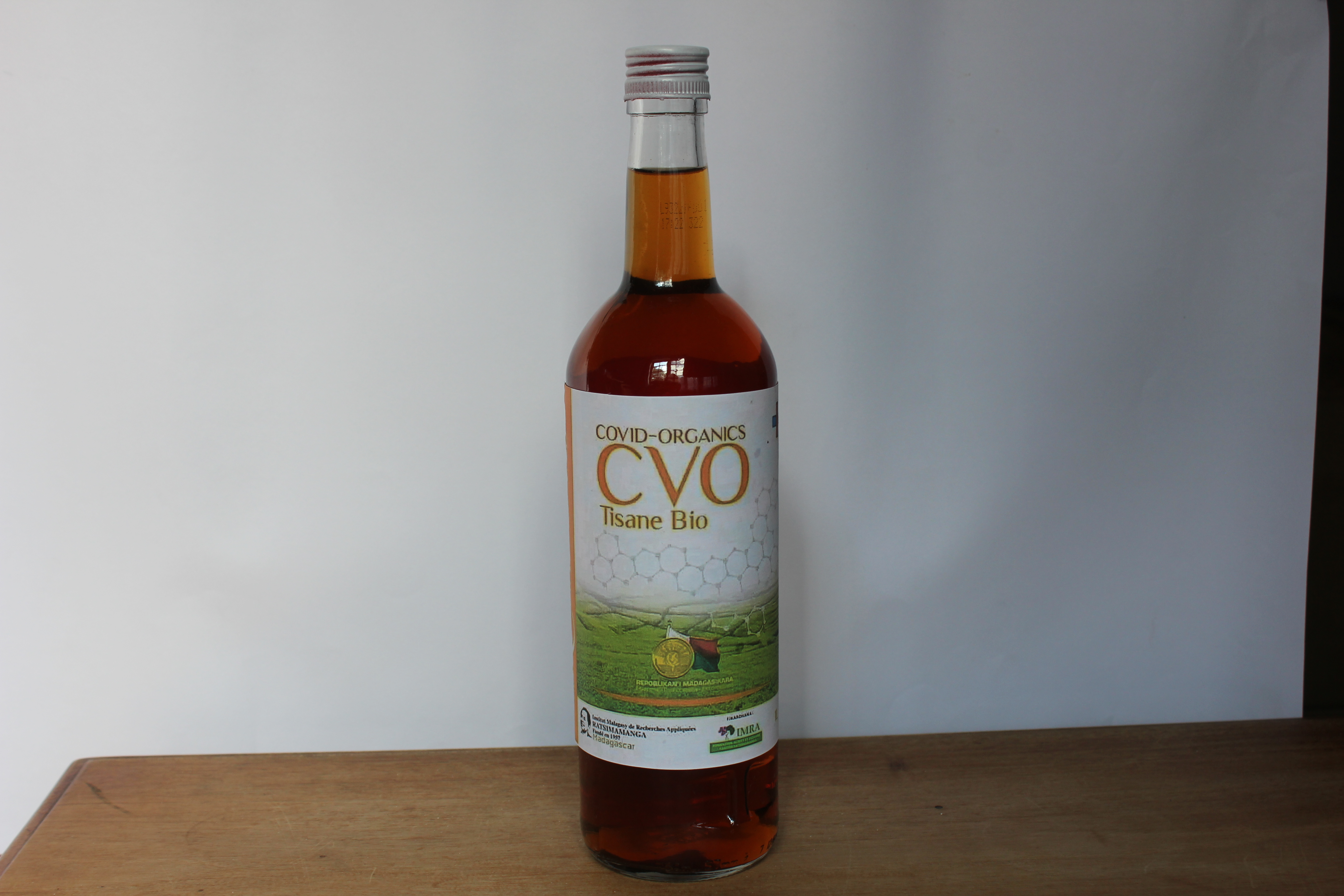
زجاجة من كوفيد أورجانكس

كوفيد أورجانكس (بالإنجليزية: Covid-Organics، اختصاراً: CVO) هو مشروب أعشاب قائم على نبات الشيح، يزعم أندري راجولينا رئيس مدغشقر أنه قادر على الوقاية من مرض فيروس كورونا 2019 وعلاجه. ينتج الشراب العشبي من نوع تحت جنس الشيح الذي يستخرج منه مادة الأرتيميسينين المستخدمة في علاج الملاريا.
تم تطوير وإنتاج كوفيد أورجانكس في مدغشقر بواسطة معهد ملغاشي للبحوث التطبيقية. كانت مدغشقر أول دولة قررت دمج الشيح في علاج مرض فيروس كورونا 2019 عندما اتصلت المنظمة الفرنسية غير الحكومية «ميزون دي أرتيميسيا» بالعديد من البلدان الأفريقية خلال جائحة فيروس كورونا، وساهم في ذلك باحث واحد على الأقل من جزء آخر من أفريقيا، هو الدكتور جيروم مونيانغي من جمهورية الكونغو الديمقراطية. وقد أجريت بعض البحوث المتعلقة بالشيح بقيادة علماء أفارقة في فرنسا وكندا. في 20 أبريل 2020، أعلن راجولينا في بث تلفزيوني أن بلاده وجدت دواءً «وقائيًا وعلاجيًا» لـمرض فيروس كورونا 2019. ارتشف راجولينا علنًا من زجاجة كوفيد أورجانكس وأمر بتوزيعها على مستوى البلاد على العائلات. اعتبارًا من 7 يوليو 2020، أكدت مدغشقر ما مجموعه 3472 حالة إصابة بـكورونا، و33 حالة وفاة.

## منظمة الصحة العالمية
في 20 أيار/مايو 2020، أعلن راجولينا على حسابه على تويتر أن منظمة الصحة العالمية ستوقع اتفاقية سرية مع مدغشقر بشأن صياغة نظام المساءلة السريرية من أجل إجراء الملاحظة السريرية، وفي 21 مايو 2020، أكد المدير العام لمنظمة الصحة العالمية تيدروس أدهانوم مؤتمره بالفيديو مع راجولينا، وأن منظمة الصحة العالمية ستتعاون مع مدغشقر في البحث والتطوير لعلاج مرض فيروس كورونا 2019. ولا توصي منظمة الصحة العالمية باستخدام مادة مادة الشيح غير الدوائية.

## الجدل
أعقب إطلاق كوفيد أورجانكس مجموعة واسعة من النقد العلمي من داخل أفريقيا وخارجها، فقبل التعاون مع مدغشقر، أصدرت منظمة الصحة العالمية تحذيراً ضد استخدام علاج لمرض فيروس كورونا 2019 غير مختبر، وقالت إن الأفارقة يستحقون الدواء الذي مر بتجارب علمية مناسبة. في ذلك الوقت، تم اختبار كفاءة وسلامة كوفيد أورجانكس على أقل من 20 شخصا خلال فترة ثلاثة أسابيع. ومن أجل تلبية المعايير العلمية المعمول بها، اتفق الطرفان في وقت لاحق على شراكة لكوفيد أورجانكس لتسجل في تجربة منظمة الصحة العالمية «التضامن»، وهو برنامج دولي لتتبع التجارب السريرية السريعة على المرشحين للعلاج من مرض فيروس كورونا 2019. طلب الاتحاد الأفريقي بيانات علمية مفصلة عن كوفيد أورجانكس لتحليلها من قبل مركز السيطرة على الأمراض في أفريقيا بعد أن أطلعته سلطات مدغشقر على العلاج بالأعشاب. أعربت المراكز الأفريقية لمكافحة الأمراض والوقاية منها عن اهتمامها بالبيانات الخاصة بـكوفيد أورجانكس بغرض تسريع العلاج الفعال والآمن. في أبريل، نفت المجموعة الاقتصادية لدول غرب إفريقيا طلب شحنة من كوفيد أورجانكس بعد تقارير إعلامية أفادت بأنها طلبت شراء كوفيد أورجانكس وقالت إن منظمة الصحة في غرب إفريقيا ستصادق فقط على المنتجات التي ثبت أنها فعالة وآمنة للاستخدام من خلال إجراءات علمية معروفة. مع تزايد المخاوف بشأن سلامة كوفيد أورجانكس، عرضت جنوب إفريقيا مساعدة مدغشقر في إجراء تجربة سريرية عليه.
وهناك مخاوف بشأن الاستخدام الواسع النطاق للشيح الذي يُعجّل من مقاومة الأدوية تجاه العلاجات المركبة القائمة على مادة الأرتيميسينين المستخدمة في علاج الملاريا.

## الزبائن
اعتبارًا من مايو 2020 تسلمت أكثر من 20 دولة أفريقية ومنطقة كاريبية كوفيد أورجانك لمكافحة مرض فيروس كورونا 2019. وفي 20 مايو، قدمت الحكومة الغانية أخيرًا طلبًا لاختبار كوفيد أورجانكس بعد أسابيع من الضغط من الغانيين لاستخدام العلاج العشبي لوقف انتشار فيروس كورونا. وفي نهاية نيسان/أبريل، أوفدت غينيا الاستوائية، وهي من بين أوائل الدول التي أعربت عن دعمها للعلاج، مبعوثاً خاصاً إلى مدغشقر من أجل استلام شحنة متبرع بها من كوفيد أورجانكس.
تشمل البلدان التي تلقت شحنات كوفيد أورجانكس ما يلي:
- تنزانيا
- غينيا بيساو
- نيجيريا
- جمهورية الكونغو الديمقراطية
- جمهورية الكونغو
- غينيا الاستوائية
- غانا
- ليبيريا
- السنغال
- تشاد
- جزر القمر
- النيجر
- هايتي

## كوفيد أورجانكس بلس
في 2 أكتوبر 2020، افتتح الرئيس أندري راجولينا مصنعًا طبيًا باسم «فارمالاجسي» وبدأ رسميًا في إنتاج حبوب كوفيد أورجانكس المسماة «كوفيد أورجانكس بلس».

## روابط خارجية
- WHO – Global Malaria Programme – The use of non-pharmaceutical forms of Artemisia
- WHO statement regarding use of traditional medicine against Covid-19